# 안젤리카 발라바노바

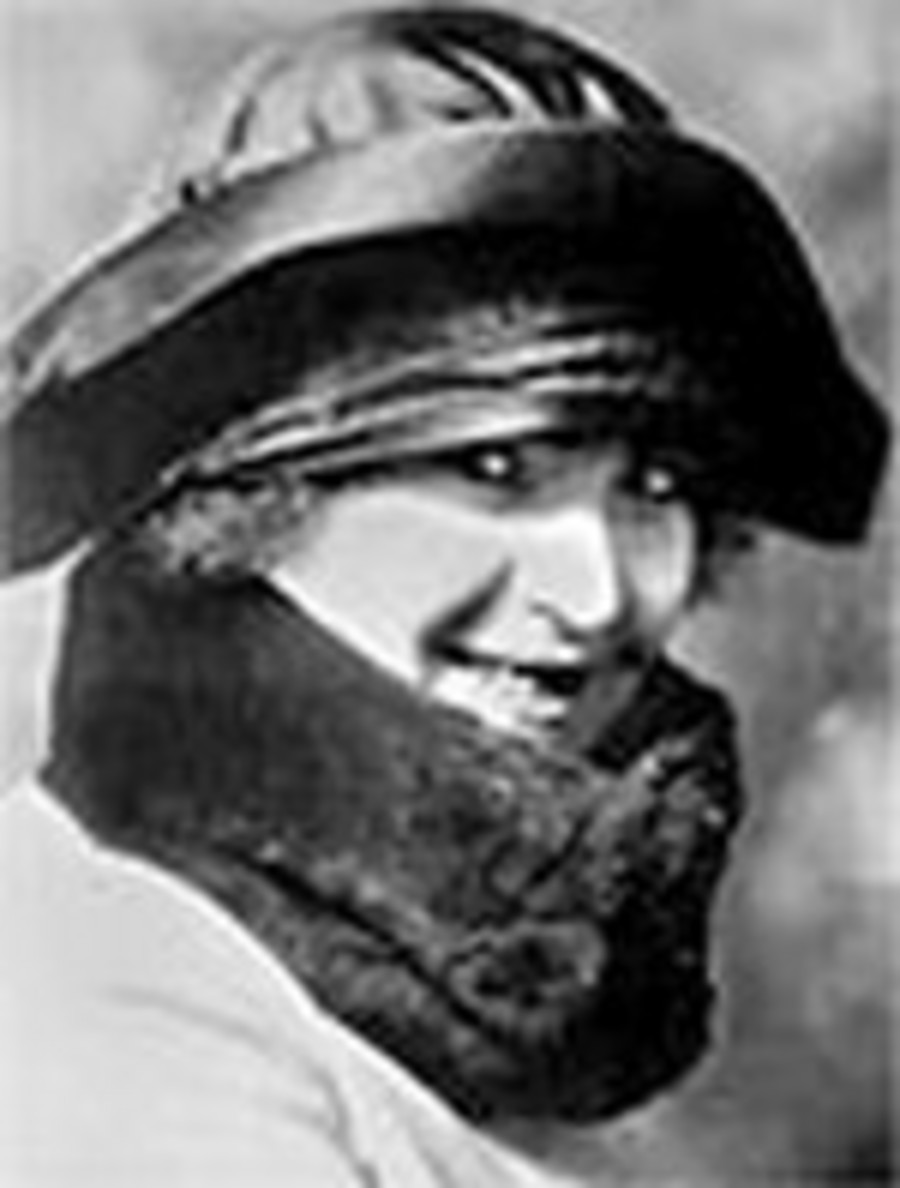
안젤리카 발라바노프

안젤리카 발라바노바(이탈리아어: Angelica Balabanoff, 우크라이나어: Анжеліка Ісаковна Балабанова 안젤리카 이사코우나 발라바노바[*], 러시아어: Анжелика Исааковна Балабанова 안젤리카 이사코브나 발라바노바[*], 1878년 8월 4일 러시아 제국(현재의 우크라이나) 체르니히우 ~ 1965년 11월 25일 이탈리아 로마)는 러시아-우크라이나-유대계 이탈리아 사회주의 운동가이다. 코민테른 서기, 이탈리아 사회당 당수를 역임했다.